# Aufnahmeverfahren (Strafvollzug)
Das Aufnahmeverfahren bildet den ersten Schritt der Durchführung des Strafvollzugs einer Freiheitsstrafe. Systematisch gehört das in § 5 Strafvollzugsgesetz geregelte Aufnahmeverfahren zum Bereich der Planung des Vollzugs. 
Das Aufnahmeverfahren, bei dem andere Gefangene nicht zugegen sein dürfen (§ 5 Abs. 1 StVollzG) besteht aus der Unterrichtung des Gefangenen über seine Rechte und Pflichten (§ 5 Abs. 2 StVollzG), aus der ärztlichen Untersuchung und der Vorstellung des Gefangenen beim Leiter der Vollzugsanstalt oder der Aufnahmeabteilung (§ 5 Abs. 3 StVollzG). Diese hat unverzüglich nach Einlieferung in die Justizvollzugsanstalt zu erfolgen.
Nach der Aufnahme wird ein Vollzugsplan erstellt.